# 河合奈保子
河合奈保子（日语：／ Kawai Naoko ?，1963年7月24日—），是日本80年代早期極受歡迎的女性偶像歌手、創作歌手、演員。精通多種樂器，包括鋼琴，吉他，曼陀林，合成器等。她的寫真集到現在也還在古書市場十分搶手。天真爛漫的外貌及性格讓她成為漫畫家中西裕漫畫里的少女模型。

## 生平

### 早年生涯
1963年7月24日，河合奈保子於日本大阪府大阪市住吉區出生，父親是一家醫院的職員。她是家中長女，有一個小她三年的妹妹。
河合奈保子曾就讀大阪市立粉濱小學、大阪市立住吉第一中學和大阪女子學園。在住吉第一中學就讀期間，河合曾加入民歌學會。1979年，當時高二的河合參加日本電視台節目《明星诞生！》，但在候選人篩選階段中被淘汰。

### 偶像歌手年代
1979年12月，藝映以所屬藝人西城秀樹的名義舉行「秀树的兄弟姐妹招聘劲舞团」比賽以發掘新人。河合在招募截止之前不久知道有這次比賽，在報名截止之前一天報名。河合奈保子以《一边听着奥利维亚》一曲參加初選，其後因大阪地區的選手全部通過選拔，於是大阪原有的1個決賽名額增至2個，她亦因此能代表大阪參加該比賽的總決賽。1980年3月16日在東京中野太陽廣場舉行的決賽中，河合以《春天啦！啦！啦！》一曲勝出。1980年6月1日，她以「西城秀树的妹妹」的名義以《大森林的一个小房子》一曲出道。與此同時，她亦入讀明治大學附屬中野高中，並在該校畢業。憑著清亮的嗓音及親切的笑容，河合很快就受注目，並囊獲當年多項新人獎。同期出道的歌手包括松田聖子，岩崎良美，田原俊彥，三原順子及同一天出道，也是同樣來自大阪的柏原芳惠等等。
1981年10月5日下午4時左右，當時出道1年左右的河合在參加日本放送協會節目《让我们年轻》時從四米高的舞台升降機口跌下導致第一腰椎压缩性骨折，在約2個月治療後康復，並在同年11月30日播出的《夜命中工作室》節目中復出。1981年12月31日，河合首次獲邀參加第32届NHK红白歌唱大赛，演唱歌曲《对我微笑》。此曲也是河合第一首打入公信榜十大的單曲。至到1986年，河合連續6年登場紅白。
1983年夏季推出的《Escalation》雖然只上到公信榜的季軍位置，但卻是河合銷售量最好的一張單曲。而在1985年為慶祝出道五週年發表的 《Debut～Fly me to love》則是河合出道多年的首張也是唯一的冠軍單曲。
1983年至1988年間的7月24日，河合都在读卖乐园舞台上舉行了生日音樂會。

### 唱作歌手年代
1986年，河合轉型為創作歌手，並在同年推出由她包辦作曲的《Scarlet》大碟。大碟中的主打歌曲《月半小夜曲》後來被香港歌手李克勤翻唱為同名粵語歌曲。同年，河合以23歲之齡加入日本作曲家協會，是當時日本作曲家協會最年輕的會員。從 《月半小夜曲》到1994年最後一張單曲《夢の跡から》，河合發表了12張單曲，其中有9首是由她自己作曲。
1987年4月，京都放送舉行《蜗牛大作战》以響應京都的交通安全運動，並決定為節目挑選主題曲。河合奈保子於是譜出《仁慈的礼物》一曲，並在《蜗牛大作战》的舉行地點KBS大廳唱出。同年7月，河合亦成為香港無綫電視新秀歌唱大賽的評判。其後，河合奈保子亦在翌年再度擔任該比賽的評判，並與香港歌手成龍合唱《愛的小夜曲》一曲。同年在日本推出的個人作品單曲 《十六夜物語》獲得了第7回日本作曲大賞的優秀作曲者賞和第9回プラハ国際音楽祭中的最優秀歌唱賞，再次證明了她作曲及唱功的實力。可惜的是，河合並沒有受邀參加該年的紅白，從此告別了這個一年一度的歌壇盛事。

### 演藝生涯後期
1989年，河合開始減少在樂壇的活動，改為在音樂劇界發展。她亦憑《戀人幽靈》一劇出色的表現獲得第27屆金箭獎戲劇組的最優秀新人獎。1996年，33歲的河合奈保子与髮型師金原宜保结婚後全面退出娛樂圈，結束了16年的演藝生涯。
2006年4月26日，已經退出演藝界十年並定居於澳洲黃金海岸的河合奈保子，在Apple iTune Music Store上發表了她個人的鋼琴作品集《nahoko 音 Blue》與及《nahoko 音 Orange》。這不但是河合停止藝人活動後的第一次對外發表作品，更是她的第一張鋼琴作品集。
2016年6月份河合則為日本唱片專輯 《Tokyo Bossa Nova Cafe》提供了她自己的一首作品 《哀しみをしるまえに》回饋歌迷。同年8月日本方面也出版了河合多年前偶像時代的泳裝寫真精選「再会の夏」，令堅絕不再露面的河合再度受到關注。

## 音乐作品

### 单曲
| #            | 发售日          | A/B面曲      | 曲名                              | 作詞                | 作曲                | 編曲             | Oricon 最高销量排名 | 规格产品编号 |
| 日本古倫美亞 | 日本古倫美亞    | 日本古倫美亞 | 日本古倫美亞                      | 日本古倫美亞        | 日本古倫美亞        | 日本古倫美亞     | 日本古倫美亞        | 日本古倫美亞 |
| ------------ | --------------- | ------------ | --------------------------------- | ------------------- | ------------------- | ---------------- | ------------------- | ------------ |
| 1            | 1980年 6月1日   | A面          | 大きな森の小さなお家              | 三浦德子            | 馬飼野康二          | 馬飼野康二       | 36位                | AK-659       |
| 1            | 1980年 6月1日   | B面          | ハリケーン・キッド                | 三浦德子            | 馬飼野康二          | 馬飼野康二       | 36位                | AK-659       |
| 2            | 1980年 8月25日  | A面          | ヤング・ボーイ                    | 竜真知子            | 水谷公生            | 船山基紀         | 13位                | AK-707       |
| 2            | 1980年 8月25日  | B面          | 青い視線                          | 伊藤アキラ          | 川口真              | 川口真           | 13位                | AK-707       |
| 3            | 1980年 12月10日 | A面          | 愛してます                        | 伊藤アキラ          | 川口真              | 船山基紀         | 14位                | AH-1         |
| 3            | 1980年 12月10日 | B面          | そしてシークレット                | 伊藤アキラ          | 川口真              | 船山基紀         | 14位                | AH-1         |
| 4            | 1981年 3月10日  | A面          | 17才                              | 竜真知子            | 水谷公生            | 船山基紀         | 11位                | AH-39        |
| 4            | 1981年 3月10日  | B面          | キャンディ・ラブ                  | 竜真知子            | 水谷公生            | 船山基紀         | 11位                | AH-39        |
| 5            | 1981年 6月1日   | A面          | スマイル・フォー・ミー            | 竜真知子            | 馬飼野康二          | 大村雅朗         | 4位                 | AH-71        |
| 5            | 1981年 6月1日   | B面          | セレネッラ                        | 櫛田露孤 伊藤アキラ | 川口真              | 船山基紀         | 4位                 | AH-71        |
| 6            | 1981年 9月1日   | A面          | ムーンライト・キッス              | 松本礼児            | 馬飼野康二          | 竜崎孝路         | 11位                | AH-113       |
| 6            | 1981年 9月1日   | B面          | あなたはロミオ                    | 松本礼児            | 江戸光一 松本礼児   | 竜崎孝路         | 11位                | AH-113       |
| 7            | 1981年 12月5日  | A面          | ラブレター                        | 竜真知子            | 馬飼野康二          | 若草惠           | 11位                | AH-150       |
| 7            | 1981年 12月5日  | B面          | No No Boy                         | 竜真知子            | 馬飼野康二          | 若草惠           | 11位                | AH-150       |
| 8            | 1982年 3月10日  | A面          | 愛をください                      | 松宮恭子 伊藤アキラ | 松宮恭子            | 若草惠           | 7位                 | AH-181       |
| 8            | 1982年 3月10日  | B面          | 春よ恋                            | 伊藤アキラ          | 馬飼野康二          | 船山基紀         | 7位                 | AH-181       |
| 9            | 1982年 6月10日  | A面          | 夏のヒロイン                      | 竜真知子            | 馬飼野康二          | 若草恵           | 7位                 | AH-230       |
| 9            | 1982年 6月10日  | B面          | ゆれて－あなただけ                | 竜真知子            | 馬飼野康二          | 若草恵           | 7位                 | AH-230       |
| 10           | 1982年 9月1日   | A面          | けんかをやめて                    | 竹內瑪莉亞          | 竹內瑪莉亞          | 清水信之         | 5位                 | AH-255       |
| 10           | 1982年 9月1日   | B面          | 黄昏ブルー                        | 竜真知子            | 馬飼野康二          | 若草恵           | 5位                 | AH-255       |
| 11           | 1982年 12月1日  | A面          | Invitation                        | 竹内まりや          | 竹内まりや          | 大村雅朗         | 8位                 | AH-280       |
| 11           | 1982年 12月1日  | B面          | 木枯らしの乙女たち                | 尾関昌也            | 尾関裕司            | 若草恵           | 8位                 | AH-280       |
| 12           | 1983年 3月1日   | A面          | ストロー・タッチの恋              | 来生えつこ          | 来生たかお          | 若草恵           | 9位                 | AH-320       |
| 12           | 1983年 3月1日   | B面          | 若草色のこころで                  | 来生えつこ          | 来生たかお          | 若草恵           | 9位                 | AH-320       |
| 13           | 1983年 6月1日   | A面          | エスカレーション                  | 売野雅勇            | 筒美京平            | 大村雅朗         | 3位                 | AH-333       |
| 13           | 1983年 6月1日   | B面          | 恋のハレーション                  | 秋元康              | 筒美京平            | 大村雅朗         | 3位                 | AH-333       |
| 14           | 1983年 9月14日  | A面          | UNバランス                        | 売野雅勇            | 筒美京平            | 大村雅朗         | 4位                 | AH-370       |
| 14           | 1983年 9月14日  | B面          | リメンバー                        | 売野雅勇            | 筒美京平            | 大村雅朗         | 4位                 | AH-370       |
| 15           | 1983年 12月1日  | A面          | 疑問符                            | 来生えつこ          | 来生たかお          | 大村雅朗         | 4位                 | AH-394       |
| 15           | 1983年 12月1日  | B面          | 冷たいからヒーロー                | 来生えつこ          | 来生たかお          | 大村雅朗         | 4位                 | AH-394       |
| 16           | 1984年 3月1日   | A面          | 微風のメロディー                  | 尾崎亜美            | 尾崎亜美            | 大村雅朗         | 7位                 | AH-425       |
| 16           | 1984年 3月1日   | B面          | プリズム・ムーン                  | 尾崎亜美            | 尾崎亜美            | 大村雅朗         | 7位                 | AH-425       |
| 17           | 1984年 6月1日   | A面          | コントロール                      | 売野雅勇            | 八神純子            | 鷺巢詩郎         | 7位                 | AH-460       |
| 17           | 1984年 6月1日   | B面          | 夏の日の恋                        | 三浦徳子            | 八神純子            | 大村雅朗         | 7位                 | AH-460       |
| 18           | 1984年 8月28日  | A面          | 唇のプライバシー                  | 売野雅勇            | 筒美京平            | 鷺巣詩郎         | 4位                 | AH-495       |
| 18           | 1984年 8月28日  | B面          | メビウスの鏡                      | 売野雅勇            | 筒美京平            | 鷺巣詩郎         | 4位                 | AH-495       |
| 19           | 1984年 12月5日  | A面          | 北駅のソリチュード                | 売野雅勇            | 筒美京平            | 萩田光雄         | 6位                 | AH-525       |
| 19           | 1984年 12月5日  | B面          | バラードを止めて                  | 売野雅勇            | 筒美京平            | 矢島賢 矢島マキ  | 6位                 | AH-525       |
| 20           | 1985年 3月5日   | A面          | ジェラス・トレイン                | 売野雅勇            | 筒美京平            | 萩田光雄         | 6位                 | AH-559       |
| 20           | 1985年 3月5日   | B面          | ファーストネームでもう一度        | 売野雅勇            | 筒美京平            | 萩田光雄         | 6位                 | AH-559       |
| 21           | 1985年 6月12日  | A面          | デビュー〜Fly Me To Love          | 売野雅勇            | 林哲司              | 鷺巣詩郎         | 1位                 | AH-601       |
| 21           | 1985年 6月12日  | B面          | MANHATTAN JOKE                    | 秋元康              | 大野雄二            | 大野雄二         | 1位                 | AH-601       |
| 22           | 1985年 10月3日  | A面          | ラヴェンダー・リップス            | 売野雅勇            | 林哲司              | 萩田光雄         | 5位                 | AH-657       |
| 22           | 1985年 10月3日  | B面          | I'm in Love                       | 売野雅勇            | 林哲司              | 鷺巣詩郎         | 5位                 | AH-657       |
| 23           | 1985年 12月12日 | A面          | THROUGH THE WINDOW 〜月に降る雪〜 | 売野雅勇            | P.Beckett           | T.Keane H.Gatica | 7位                 | AH-682       |
| 23           | 1985年 12月12日 | B面          | 白い影 〜ONLY IN MY DREAMS〜      | 売野雅勇            | E.McClure M.Stewart | T.Keane H.Gatica | 7位                 | AH-682       |
| 24           | 1986年 4月1日   | A面          | 涙のハリウッド                    | 売野雅勇            | 林哲司              | 萩田光雄         | 7位                 | AH-725       |
| 24           | 1986年 4月1日   | B面          | ジャスミンの夢飾り                | 売野雅勇            | 林哲司              | 萩田光雄         | 7位                 | AH-725       |
| 25           | 1986年 7月24日  | A面          | 刹那の夏                          | 売野雅勇            | 筒美京平            | 船山基紀         | 10位                | AH-754       |
| 25           | 1986年 7月24日  | B面          | プールサイドが切れるまで          | 売野雅勇            | 筒美京平            | 船山基紀         | 10位                | AH-754       |
| 26           | 1986年 11月26日 | A面          | 月半小夜曲                        | 吉元由美            | 河合奈保子          | 瀬尾一三         | 6位                 | AH-785       |
| 26           | 1986年 11月26日 | B面          | SENTIMENTAL SUGAR RAIN            | 吉元由美            | 河合奈保子          | 瀬尾一三         | 6位                 | AH-785       |
| 27           | 1987年 3月1日   | A面          | 想い出のコニーズ・アイランド      | 吉元由美            | 河合奈保子          | 瀬尾一三         | -                   | CMY-1104     |
| 27           | 1987年 3月1日   | B面          | 緋の少女                          | 吉元由美            | 河合奈保子          | 瀬尾一三         | -                   | CMY-1104     |
| 28           | 1987年 3月1日   | A面          | 十六夜物語                        | 吉元由美            | 河合奈保子          | 瀬尾一三         | 10位                | AH-855       |
| 28           | 1987年 3月1日   | B面          | (ピアノ・トランスクリプション)    | -                   | -                   | -                | 10位                | AH-855       |
| 29           | 1988年 3月1日   | A面          | 悲しい人                          | 吉元由美            | 河合奈保子          | 高橋千治 NATURAL | 21位                | AH-910       |
| 29           | 1988年 3月1日   | B面          | やさしさの贈りもの                | 吉元由美            | 河合奈保子          | 瀬尾一三         | 21位                | AH-910       |
| 30           | 1988年 7月21日  | A面          | Harbour Light Memories            | 公文健              | 河合奈保子          | 小林信吾         | 18位                | AH-963       |
| 30           | 1988年 7月21日  | B面          | GT天国                            | 吉元由美            | 河合奈保子          | 高橋千治 NATURAL | 18位                | AH-963       |
| 31           | 1989年 11月10日 | 01           | 悲しみのアニバァサリー            | さがらよしあき      | 河合奈保子          | 横倉裕           | 74位                | CA-8277      |
| 31           | 1989年 11月10日 | 02           | あなたへ急ぐ                      | さがらよしあき      | 河合奈保子          | 横倉裕           | 74位                | CA-8277      |
| 32           | 1990年 4月10日  | 01           | 美・来                            | さがらよしあき      | 河合奈保子          | ミッキー吉野     | 74位                | CODA-8501    |
| 32           | 1990年 4月10日  | 02           | Searchin' for tomorrow            | さがらよしあき      | 河合奈保子          | ミッキー吉野     | 74位                | CODA-8501    |
| 33           | 1990年 9月1日   | 01           | 眠る、眠る、眠る                  | 麻生圭子            | 都志見隆            | ミッキー吉野     | 97位                | CODA-8577    |
| 33           | 1990年 9月1日   | 02           | 霧情                              | 相良好章            | 河合奈保子          | ミッキー吉野     | 97位                | CODA-8577    |
| 34           | 1992年 6月21日  | 01           | Golden sunshine day               | ミッキー吉野        | 河合奈保子          | ミッキー吉野     | -                   | CODA-32      |
| 34           | 1992年 6月21日  | 02           | Alone again                       | 吉元由美            | 河合奈保子          | ミッキー吉野     | -                   | CODA-32      |
| 35           | 1993年 10月21日 | 01           | エンゲージ                        | 吉元由美            | 岸正之              | 清水信之         | -                   | CODA-264     |
| 35           | 1993年 10月21日 | 02           | 言葉はいらない                    | 河合奈保子          | 河合奈保子          | 清水信之         | -                   | CODA-264     |
| 36           | 1994年 3月21日  | 01           | 夢の跡から                        | 八島義郎            | 河合奈保子          | 若草恵           | 60位                | CODA-387     |
| 36           | 1994年 3月21日  | 02           | 心の風景                          | 八島義郎            | 河合奈保子          | 若草恵           | 60位                | CODA-387     |

## 書籍

### 写真集
- 別冊近代映画 河合奈保子特集号（1981年1月15日発行、近代映画社）
- そよ風のメッセージ（1981年6月26日発行、音楽専科社）
- KAWAI奈保子フォトメッセージ（1981年8月5日初版、近代映画社）
- ときめきのメッセージ（1981年10月15日初版、ワニブックス）
- ほほえみステップ（1982年3月27日発行、音楽専科社）
- 別冊近代映画 河合奈保子スペシャルPART3（1982年7月1日発行、近代映画社）
- さまーひろいん（1982年8月1日初版、ワニブックス）
- チェリーピンクのプチハート（1983年2月23日発行、音楽専科社）
- NAOKO IN BANGKOK 河合奈保子写真集PART4（1983年4月5日初版、近代映画社）
- 素敵な時間（1983年10月20日初版、ワニブックス）
- らすと・ぷれりゅうど（1984年1月20日発行、音楽専科社）
- NAOKO IN AUSTRALIA 河合奈保子写真集PART5（1984年4月15日初版、近代映画社）
- NAOKO 5TH ANNIVERSARY（1984年10月25日初版、ワニブックス）
- LOVELY SUMMER（1985年7月6日発行、音楽専科社）
- 奈保子 河合奈保子写真集PART6（1985年7月15日初版、近代映画社）
- NAOKO TRANS AMERICA 河合奈保子写真集PART7（1986年1月15日初版、近代映画社）
- Sunshine Venus（1986年3月25日発行、音楽専科社）
- 河合奈保子写真集（近映文庫、1986年6月25日初版、近代映画社） - PART6・7の再録+ロングインタビュー
- 別冊スコラ（36）河合奈保子写真集 スカーレット（1986年12月25日初版、スコラ）
- Treffen（1987年12月25日初版、ワニブックス）
- 月刊平凡 GOLDEN BEST!! Vol.1 河合奈保子写真集 再会の夏 (2016年8月31日初版 マガジンハウス)

### 其他
- 夢・17歳・愛 心をこめて奈保子より（1981年3月1日初版、ワニブックス）
- アイドル百科3 河合奈保子（1982年12月20日初版、勁文社）
- わたぼうし翔んだ 奈保子の闘病スケッチ（1983年5月20日初版、ワニブックス） - 1981年の転落事故の療養記
- 大人の始発駅 過ぎ去る愛を言葉に（1984年6月10日初版、ワニブックス）

### 関連書籍
- 理想の声に近づく本-大本式ヴォイス・トレーニング（大本恭敬著、1988年3月20日初版、シンコーミュージック）
- あしたのナオコちゃん（全4巻、1985 - 1987年初版、中西裕著、白泉社ジェッツコミックス）

## 個人生活
曾与香港演員成龍傳出緋聞，但雙方都出面否認。河合只大方承認自己是成龍的忠實影迷並曾經私下見面用餐，加上在1988年在香港合唱了一首歌，僅此而已。
1996年2月1日，河合與髮型師金原宜保低調結婚並退出了歌壇。婚後育有一子一女。2013年其14歲二女兒kaho正式出道成為創作歌手，並曾演唱電視劇《Miss PILOT》的主題曲。

## 外部連結
- 河合奈保子官方網站 （页面存档备份，存于）